# Festival Eurovisão da Canção 1966
O Festival Eurovisão da Canção 1966 (em inglês: Eurovision Song Contest 1966 e em francês: Concours Eurovision de la chanson 1966) foi o 11º Festival Eurovisão da Canção e realizou-se a 5 de março de 1966 no Luxemburgo.  Josiane Shen foi a apresentadora do evento que foi ganho pelo representante da televisão austríaca (ORF) Udo Jürgens, com a canção "Merci, Chérie", que foi escrita pelo cantor em parceria com Thomas Hörbiger.
A regra que obrigava que cada país cantasse na sua língua oficial foi criada neste ano. Esta regra terá sido criada porque no ano anterior o intérprete sueco cantou o seu tema em inglês e não em sueco, dando origem a contestações de alguns países que se sentiam  prejudicados.
A representante dos Países Baixos, Milly Scott, foi a primeira pessoa negra a participar no certame, como também a primeira participante a usar microfone de mão.

## Local

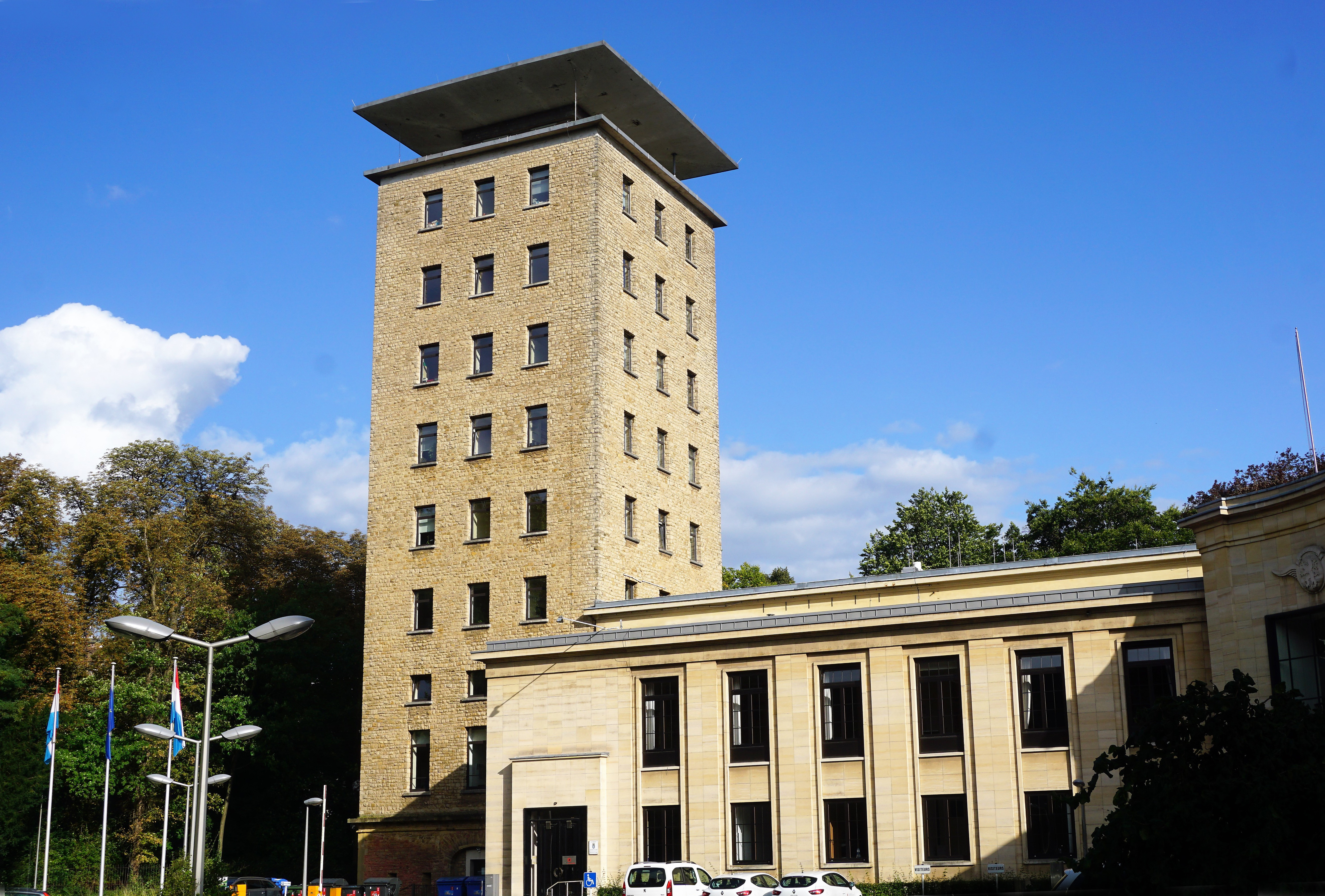
O Villa Louvigny, no Luxemburgo.

O Festival Eurovisão da Canção 1966 ocorreu na capital do Luxemburgo. A cidade do Luxemburgo é uma comuna de Luxemburgo com status de cidade, pertencente ao distrito de Luxemburgo e ao cantão de Luxemburgo. Luxemburgo é uma cidade muito desenvolvida em seu comércio e nas indústrias. Luxemburgo é uma das cidades mais ricas da Europa e tornou-se um importante centro financeiro e administrativo. A cidade do Luxemburgo contém várias instituições da União Europeia, incluindo o Tribunal de Justiça Europeu, o Tribunal de Contas e o Banco Europeu de Investimento.
O festival em si realizou-se no Villa Louvigny, no sul do Luxemburgo, que serviu de sede da Compagnie Luxembourgeoise de Télédiffusion, o precursor da RTL Group. Está localizado no Parque Municipal, no bairro Ville Haute do centro da cidade. Já tinha sido a sede da Eurovisão em 1962.

## Formato
Para além da obrigatoriedade em que cada país tinha de apresentar a sua canção na sua língua oficial, foi também revogada a regra de que os júris não poderiam incluir profissionais da música.
Como já mencionado, 1966 tornou-se a primeira edição a contar com a presença de uma mulher negra, a representante dos Países Baixos, Milly Scott, que também se tornou a primeira a usar um microfone portátil. Esta edição marcou a última presença da Dinamarca no festival, sendo representada por uma canção que na sua atuação contou com a presença de dois bailarinos, pela primeira vez na história. O país voltaria ao certame em 1978.
Esta foi também a primeira edição em que uma canção não foi acompanhada por uma orquestra. A canção italiana, "Dio, come ti amo", interpretada por Domenico Modugno, foi modificada desde a sua final nacional e quebrou oficialmente a regra da UER que afirmava que os arranjos deveriam estar finalizados com bastante antecedência. Durante o ensaio da tarde de sábado, Modugno realizou o novo arranjo com três de seus próprios músicos, em oposição à orquestra, que ultrapassou o limite de três minutos. Após seu ensaio, Modugno foi confrontado pelos produtores do programa sobre exceder o limite de tempo e foi solicitado a usar o arranjo original com a orquestra. Modugno estava tão insatisfeito com a orquestra, que ameaçou desistir do concurso. Tanto os produtores quanto o supervisor-executivo da UER, Clifford Brown, sentiram que o tempo era muito curto para pedir a Gigliola Cinquetti (intérprete original da canção) para se deslocar ao Luxemburgo para representar a Itália. Então, a UER cedeu e permitiu que Modugno usasse seu próprio conjunto em vez da orquestra. Apesar dos sites e do programa oficial listarem Angelo Giacomazzi como o maestro, Giacomazzi na verdade tocou o piano.
O festival foi visto por 200 milhões de pessoas.

## Visual
O vídeo introdutório mostrava diferentes visões do Luxemburgo à noite, terminando com uma vista exterior da Villa Louvigny. A orquestra tocou a partitura da música vencedora do ano anterior, "Poupée de cire, poupée de son". A câmera então mostrou uma visão da orquestra e concluiu com um close-up em France Gall, sentada junto do público.
A apresentadora desta edição foi Josiane Shen, que apresentou o festival maioritariamente em francês, mas também usando, esporadicamente, o inglês. Conclui sua primeira intervenção com as palavras: "Tenho a honra de declarar aberta a Grand Prix Eurovision de la Chanson 1966".
A orquestra foi colocada à esquerda do palco e o quadro de votação à direita. No centro foi reservado espaço para artistas. Ela consistia de uma escada, parcialmente oculta, e, no fundo, objetos móveis, inspirado na arte pop. Foi a primeira vez na história do concurso que o cenário permaneceu em movimento durante as apresentações dos artistas.
No intervalo, atuou o grupo de jazz Les Haricots Rouges.

## Votação
O sistema de votação manteve-se. Assim, cada país tinha 10 júris e cada um tinha 9 votos para atribuir. A canção que obtivesse mais votos dentro do júri obtinha 5 pontos, o segundo 3 e a canção em 3º lugar 1 ponto. Se apenas uma canção tivesse todos os votos entre os júris obtinha 9 pontos e se apenas duas canções fossem escolhidas, a canção mais votada obtinha 6 pontos e a outra canção 3 pontos. A vitória da Itália nunca foi posta em causa, principalmente após receber a pontuação máxima, 5 pontos, dos primeiros dois países a votar. Os resultados dos votos foram anunciados oralmente, de acordo com a ordem crescente dos votos: 1, 3 e depois 5 votos.
O supervisor delegado pela UER foi, pela primeira vez, Clifford Brown.
A tabela de votação na forma de setas graduadas foi abandonada, retornando a com números.
Josiane Chen e o porta-voz britânico protagonizaram um dos momentos mais divertidos da edição. A apresentadora saudou o Reino Unido com as palavras "Good Night, London", corrigindo imediatamente para "Good Evening, London". Mas o porta-voz respondeu com "Good Morning, Luxembourg", despertando risos da plateia e da própria apresentadora.
Pela primeira vez, foi bem evidente os votos em bloco que viriam a caracterizar todas as edições até hoje, com a troca de pontos entre os países escandinavos e os países ibéricos. Lill Lindfors, representante da Suécia, afirmou anos depois que acreditava que a troca de votos entre os países escandinavos foi uma forma de combater os países de língua francesa.
No inicio da repetição da canção vencedora, Udo Jürgens disse "Merci, Jury" (Obrigado, júri).

## Participações individuais
Predefinição:Participações Individuais ESC1966

## Participações

Países participantes

O regresso dos cantores de sucesso internacional, como Udo Jürgens, representando a Áustria e Domenico Modugno, representante da Itália. A canção italiana era originalmente cantada por Gigliola Cinquetti, mas Domenico Modugno (seu autor e compositor) não permitiu que a canção fosse ao festival caso não fosse ele a interpreta-la. Apesar de se ter posicionado em último lugar, esta música foi gravada em inúmeros países, tornando-se um grande sucesso. Também a representante da Noruega, Åse Kleveland, marcou este festival por ter sido a primeira mulher a atuar na Eurovisão sem vestido. Ela viria a apresentar a Eurovisão 20 anos mais tarde. Outra futura apresentadora concorrente nesta edição foi Lill Lindfors, que representou a Suécia, juntamente com Svante Thuresson, que viria a apresentar a edição de 1985.
No Mónaco, durante a seleção interba, a já famosa artista francesa Isabelle Aubret e a artista croata Tereza Kesovija ficaram empatadas em primeiro lugar. Foi a princesa Grace, ela própria membro do júri, que teve o voto decisivo. Ela explicou que as duas músicas eram de igual qualidade e ela preferiu dar uma chance a um artista iniciante.
Dominique Walter é filho de Michèle Arnaud, que representou o Luxemburgo em 1956 e curiosamente fez parte do júri que selecionou a canção francesa.
O representante do Reino Unido, Kenneth McKellar, foi o primeiro artista a apresentar-se em palco com um kilt.
| País            | Título original da Canção              | Artista                          | Processo                                        | Data da Selecção        |
| País            | Tradução em Português                  | Idiomas de Interpretação         | Processo                                        | Data da Selecção        |
| --------------- | -------------------------------------- | -------------------------------- | ----------------------------------------------- | ----------------------- |
| Áustria         | "Merci, Chérie"                        | Udo Jürgens                      | Selecção Interna                                | -                       |
| Áustria         | Obrigado, querida                      | Alemão e Francês                 | Selecção Interna                                | -                       |
| Alemanha        | "Die Zeiger der Uhr"                   | Margot Eskens                    | Deutsche Vorentscheidung 1966                   | 19 de fevereiro de 1966 |
| Alemanha        | Os ponteiros do relógio                | Alemão                           | Deutsche Vorentscheidung 1966                   | 19 de fevereiro de 1966 |
| Bélgica         | "Un peu de poivre, un peu de sel"      | Tonia                            | Avant-première Eurovision 1966                  | 25 de janeiro de 1966   |
| Bélgica         | Um pouco de pimenta, um pouco de sal   | Francês                          | Avant-première Eurovision 1966                  | 25 de janeiro de 1966   |
| Dinamarca       | "Stop - mens legen er go'"             | Ulla Pia                         | Dansk Melodi Grand Prix 1966                    | 6 de fevereiro de 1966  |
| Dinamarca       | Pára - enquanto o caminho é bom        | Dinamarquês                      | Dansk Melodi Grand Prix 1966                    | 6 de fevereiro de 1966  |
| Estado espanhol | "Yo soy aquél"                         | Raphael                          | Seleção interna                                 | -                       |
| Estado espanhol | Eu sou aquele                          | Castelhano                       | Seleção interna                                 | -                       |
| Finlândia       | "Playboy"                              | Ann Christine                    | Euroviisut 1966                                 | 22 de janeiro de 1966   |
| Finlândia       | Playboy                                | Finlandês                        | Euroviisut 1966                                 | 22 de janeiro de 1966   |
| França          | "Chez nous"                            | Dominique Walter                 | Sélection française 1966                        | -                       |
| França          | Onde nós vivemos                       | Francês                          | Sélection française 1966                        | -                       |
| Irlanda         | "Come Back to Stay"                    | Dickie Rock                      | Irish Final 1966                                | 22 de janeiro de 1966   |
| Irlanda         | Volta para ficar                       | Inglês                           | Irish Final 1966                                | 22 de janeiro de 1966   |
| Itália          | "Dio, come ti amo"                     | Domenico Modugno                 | Festival della Canzone Italiana di Sanremo 1966 | 29 de janeiro de 1966   |
| Itália          | Meu Deus, como Te Amo                  | Italiano                         | Festival della Canzone Italiana di Sanremo 1966 | 29 de janeiro de 1966   |
| Iugoslávia      | "Brez besed"                           | Berta Ambrož                     | Pjesma Eurovizije 1966                          | 23 de janeiro de 1966   |
| Iugoslávia      | Sem palavras                           | Esloveno                         | Pjesma Eurovizije 1966                          | 23 de janeiro de 1966   |
| Luxemburgo      | "Ce soir je t'attendais"               | Michèle Torr                     | Selecção interna                                | -                       |
| Luxemburgo      | Esta noite espero por ti               | Francês                          | Selecção interna                                | -                       |
| Mónaco          | "Bien plus fort"                       | Tereza Kesovija                  | Selecção interna                                | -                       |
| Mónaco          | Bem mais forte                         | Francês                          | Selecção interna                                | -                       |
| Noruega         | "Intet er nytt under solen"            | Åse Kleveland                    | Melodi Grand Prix 1966                          | 5 de fevereiro de 1966  |
| Noruega         | Não há nada de novo por debaixo do Sol | Norueguês                        | Melodi Grand Prix 1966                          | 5 de fevereiro de 1966  |
| Países Baixos   | "Fernando en Filippo"                  | Milly Scott                      | Nationaal Songfestival 1966                     | 5 de fevereiro de 1966  |
| Países Baixos   | Fernando e Filipe                      | Holandês                         | Nationaal Songfestival 1966                     | 5 de fevereiro de 1966  |
| Portugal        | "Ele e ela"                            | Madalena Iglésias                | Grande Prémio TV da Canção Portuguesa 1966      | 15 de janeiro de 1966   |
| Portugal        | Ele e ela                              | Português                        | Grande Prémio TV da Canção Portuguesa 1966      | 15 de janeiro de 1966   |
| Reino Unido     | "A Man Without Love"                   | Kenneth McKellar                 | A song for Europe 1966                          | 27 de janeiro de 1966   |
| Reino Unido     | Um homem sem amor                      | Inglês                           | A song for Europe 1966                          | 27 de janeiro de 1966   |
| Suécia          | "Nygammal vals"                        | Lill Lindfors & Svante Thuresson | Svensk Sångfinal 1966                           | 29 de janeiro de 1966   |
| Suécia          | A nova velha valsa                     | Sueco                            | Svensk Sångfinal 1966                           | 29 de janeiro de 1966   |
| Suíça           | "Ne vois-tu pas?"                      | Madeleine Pascal                 | Finale suisse 1966                              | 5 de fevereiro de 1966  |
| Suíça           | Não vês?                               | Francês                          | Finale suisse 1966                              | 5 de fevereiro de 1966  |

## Festival

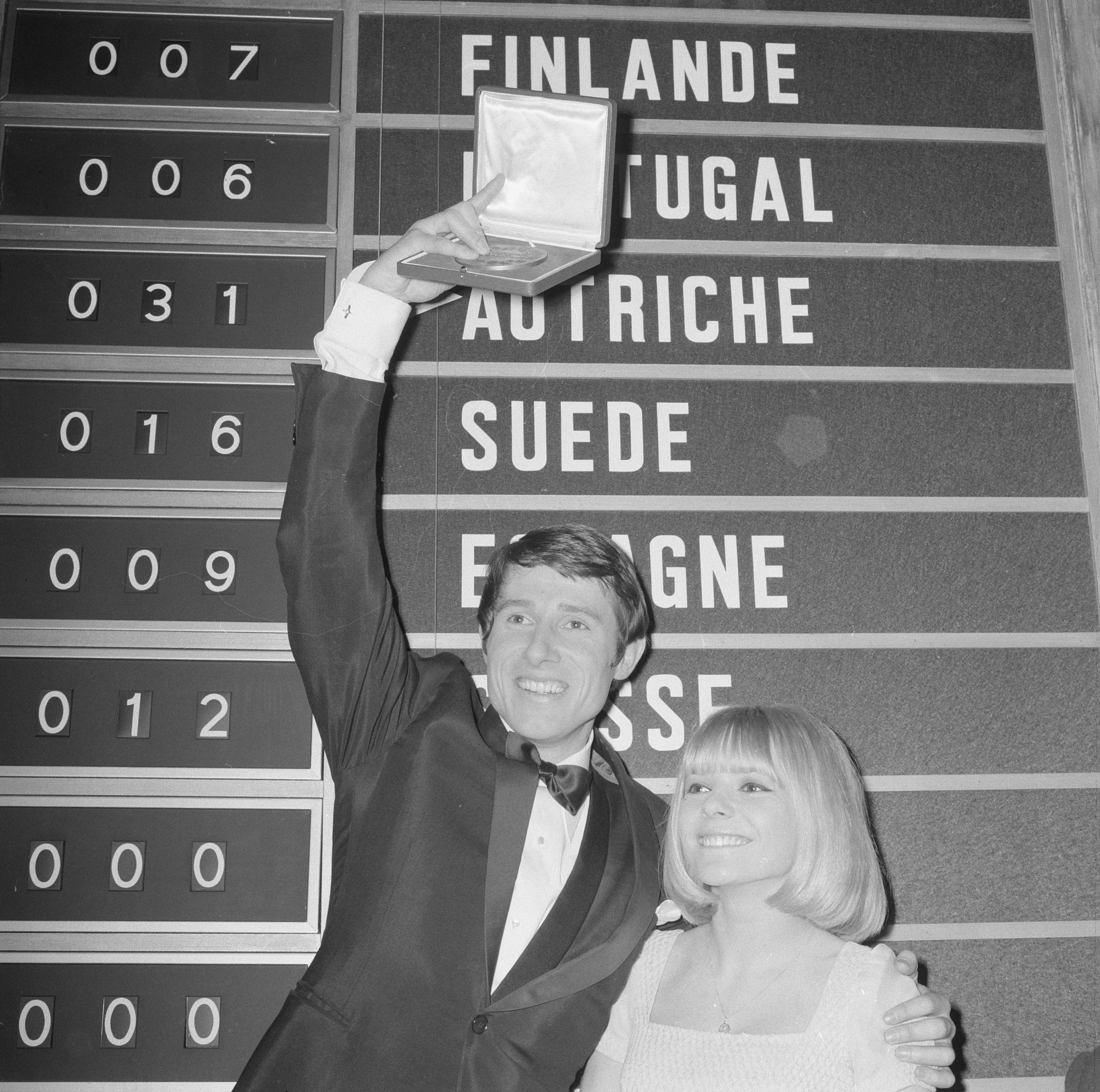
Udo Jürgens e France Gall.

| #   | País            | Idioma           | Artista                          | Canção                            | Lugar | Pontos |
| --- | --------------- | ---------------- | -------------------------------- | --------------------------------- | ----- | ------ |
| 1º  | Alemanha        | Alemão           | Margot Eskens                    | "Die Zeiger der Uhr"              | 10º   | 7      |
| 2º  | Dinamarca       | Dinamarquês      | Ulla Pia                         | "Stop - mens legen er go'"        | 14º   | 4      |
| 3º  | Bélgica         | Francês          | Tonia                            | "Un peu de poivre, un peu de sel" | 4º    | 14     |
| 4º  | Luxemburgo      | Francês          | Michèle Torr                     | "Ce soir je t'attendais"          | 10º   | 7      |
| 5º  | Iugoslávia      | Esloveno         | Berta Ambrož                     | "Brez besed"                      | 7º    | 9      |
| 6º  | Noruega         | Norueguês        | Åse Kleveland                    | "Intet er nytt under solen"       | 3º    | 15     |
| 7º  | Finlândia       | Finlandês        | Ann Christine                    | "Playboy"                         | 10º   | 7      |
| 8º  | Portugal        | Português        | Madalena Iglésias                | "Ele e ela"                       | 13º   | 6      |
| 9º  | Áustria         | Alemão e Francês | Udo Jürgens                      | "Merci, Chérie"                   | 1º    | 31     |
| 10º | Suécia          | Sueco            | Lill Lindfors & Svante Thuresson | "Nygammal vals"                   | 2º    | 16     |
| 11º | Estado espanhol | Castelhano       | Raphael                          | "Yo soy aquél"                    | 7º    | 9      |
| 12º | Suíça           | Francês          | Madeleine Pascal                 | "Ne vois-tu pas?"                 | 6º    | 12     |
| 13º | Mónaco          | Francês          | Tereza Kesovija                  | "Bien plus fort"                  | 17º   | 0      |
| 14º | Itália          | Italiano         | Domenico Modugno                 | "Dio, come ti amo"                | 17º   | 0      |
| 15º | França          | Francês          | Dominique Walter                 | "Chez nous"                       | 16º   | 1      |
| 16º | Países Baixos   | Holandês         | Milly Scott                      | "Fernando en Filippo"             | 15º   | 2      |
| 17º | Irlanda         | Inglês           | Dickie Rock                      | "Come Back to Stay"               | 4º    | 14     |
| 18º | Reino Unido     | Inglês           | Kenneth McKellar                 | "A Man Without Love"              | 9º    | 8      |

### Resultados
A ordem de votação no Festival Eurovisão da Canção 1966, foi a seguinte:

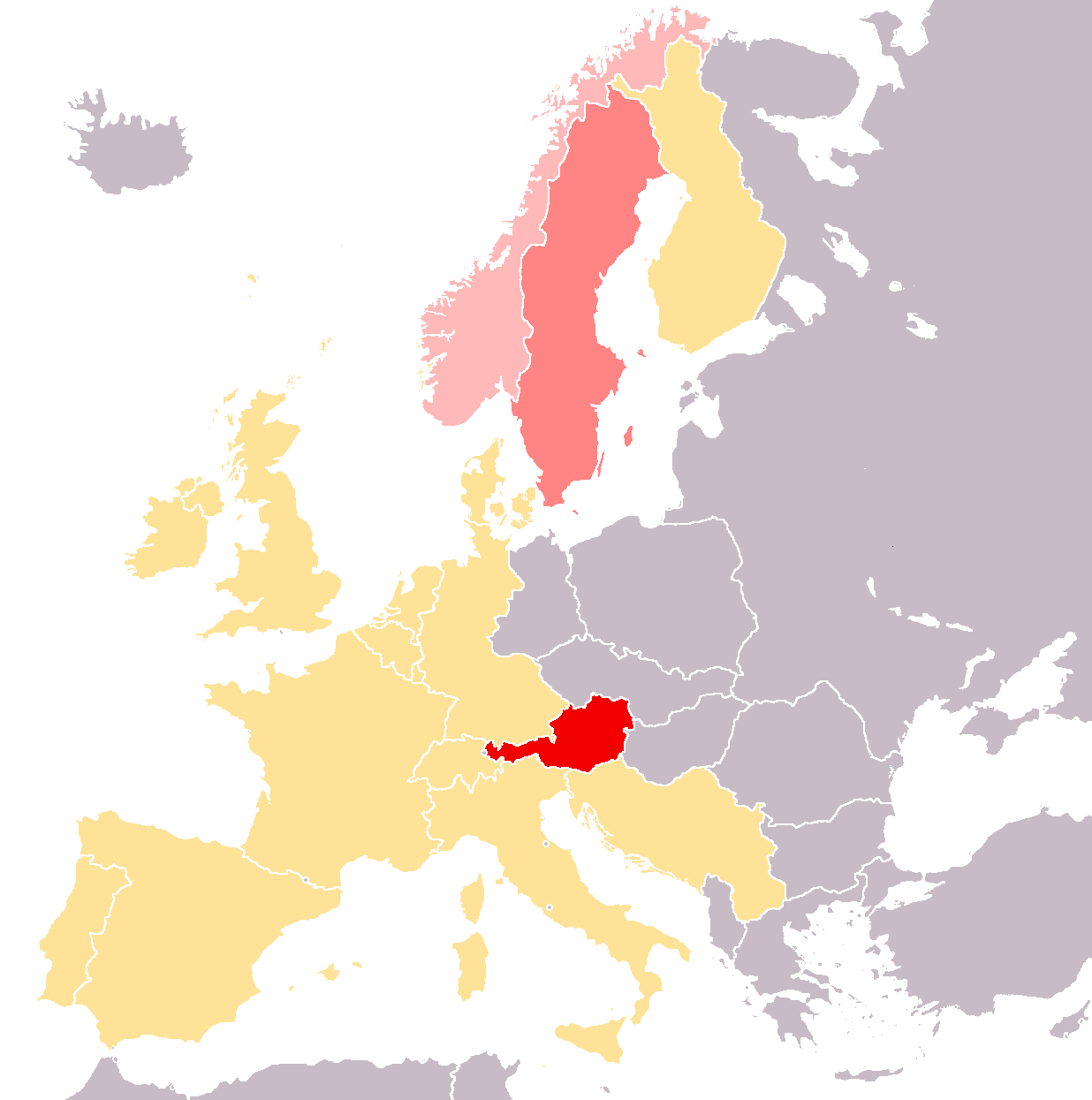
Vencedor
2º classificado
3º classificado

| Países Votantes | Países Pontuados | Países Pontuados | Países Pontuados | Países Pontuados | Países Pontuados                              | Países Pontuados | Países Pontuados | Países Pontuados | Países Pontuados | Países Pontuados | Países Pontuados | Países Pontuados | Países Pontuados | Países Pontuados | Países Pontuados | Países Pontuados | Países Pontuados     | Países Pontuados |
| --------------- | ---------------- | ---------------- | ---------------- | ---------------- | --------------------------------------------- | ---------------- | ---------------- | ---------------- | ---------------- | ---------------- | ---------------- | ---------------- | ---------------- | ---------------- | ---------------- | ---------------- | -------------------- | ---------------- |
| Países Votantes | Alemanha         | Dinamarca        | Bélgica          | Luxemburgo       | República Socialista Federativa da Iugoslávia | Noruega          | Finlândia        | Portugal         | Áustria          | Suécia           | Espanha          | Suíça            | Mónaco           | Itália           | França           | Países Baixos    | República da Irlanda | Reino Unido      |
| Alemanha        |                  |                  | 5                |                  | 3                                             | 1                |                  |                  |                  |                  |                  |                  |                  |                  |                  |                  |                      |                  |
| Dinamarca       |                  |                  |                  |                  |                                               |                  | 3                | 1                |                  | 5                |                  |                  |                  |                  |                  |                  |                      |                  |
| Bélgica         | 1                |                  |                  |                  |                                               |                  |                  |                  | 5                |                  |                  |                  |                  |                  |                  |                  | 3                    |                  |
| Luxemburgo      |                  |                  |                  |                  |                                               |                  |                  |                  | 5                |                  |                  | 1                |                  |                  |                  |                  |                      | 3                |
| Iugoslávia      |                  |                  |                  |                  |                                               |                  |                  |                  | 5                |                  | 1                |                  |                  |                  |                  |                  | 3                    |                  |
| Noruega         |                  | 1                |                  |                  |                                               |                  | 3                |                  |                  | 5                |                  |                  |                  |                  |                  |                  |                      |                  |
| Finlândia       |                  | 3                |                  |                  | 1                                             |                  |                  |                  |                  | 5                |                  |                  |                  |                  |                  |                  |                      |                  |
| Portugal        |                  |                  | 3                |                  |                                               |                  |                  |                  | 1                |                  | 5                |                  |                  |                  |                  |                  |                      |                  |
| Áustria         |                  |                  |                  | 1                |                                               | 3                |                  |                  |                  |                  |                  | 5                |                  |                  |                  |                  |                      |                  |
| Suécia          |                  |                  | 1                | 5                |                                               | 3                |                  |                  |                  |                  |                  |                  |                  |                  |                  |                  |                      |                  |
| Estado espanhol |                  |                  |                  |                  |                                               | 3                |                  | 5                | 1                |                  |                  |                  |                  |                  |                  |                  |                      |                  |
| Suíça           | 5                |                  |                  |                  |                                               |                  |                  |                  | 3                | 1                |                  |                  |                  |                  |                  |                  |                      |                  |
| Mónaco          |                  |                  |                  |                  |                                               |                  |                  |                  | 5                |                  |                  | 3                |                  |                  | 1                |                  |                      |                  |
| Itália          | 1                |                  |                  |                  |                                               | 5                |                  |                  | 3                |                  |                  |                  |                  |                  |                  |                  |                      |                  |
| França          |                  |                  |                  | 1                |                                               |                  |                  |                  | 3                |                  |                  |                  |                  |                  |                  |                  | 5                    |                  |
| Países Baixos   |                  |                  | 5                |                  |                                               |                  | 1                |                  |                  |                  |                  |                  |                  |                  |                  |                  | 3                    |                  |
| Irlanda         |                  |                  |                  |                  |                                               |                  |                  |                  |                  |                  |                  | 3                |                  |                  |                  | 1                |                      | 5                |
| Reino Unido     |                  |                  |                  |                  | 5                                             |                  |                  |                  |                  |                  | 3                |                  |                  |                  |                  | 1                |                      |                  |
| Total           | 7                | 4                | 14               | 7                | 9                                             | 15               | 7                | 6                | 31               | 16               | 9                | 12               | 0                | 0                | 1                | 2                | 14                   | 8                |
| Lugar           | 10º              | 14º              | 4º               | 10º              | 7º                                            | 3º               | 10º              | 13º              | 1º               | 2º               | 7º               | 6º               | 17º              | 17º              | 16º              | 15º              | 4º                   | 9º               |
| Países Votantes | Alemanha         | Dinamarca        | Bélgica          | Luxemburgo       | República Socialista Federativa da Iugoslávia | Noruega          | Finlândia        | Portugal         | Áustria          | Suécia           | Espanha          | Suíça            | Mónaco           | Itália           | França           | Países Baixos    | República da Irlanda | Reino Unido      |
| Países Votantes | Países Pontuados |                  |                  |                  |                                               |                  |                  |                  |                  |                  |                  |                  |                  |                  |                  |                  |                      |                  |

| Países Votantes | Países Pontuados | Países Pontuados | Países Pontuados | Países Pontuados | Países Pontuados                              | Países Pontuados | Países Pontuados | Países Pontuados | Países Pontuados | Países Pontuados | Países Pontuados | Países Pontuados | Países Pontuados | Países Pontuados | Países Pontuados | Países Pontuados | Países Pontuados     | Países Pontuados |
| --------------- | ---------------- | ---------------- | ---------------- | ---------------- | --------------------------------------------- | ---------------- | ---------------- | ---------------- | ---------------- | ---------------- | ---------------- | ---------------- | ---------------- | ---------------- | ---------------- | ---------------- | -------------------- | ---------------- |
| Países Votantes | Alemanha         | Dinamarca        | Bélgica          | Luxemburgo       | República Socialista Federativa da Iugoslávia | Noruega          | Finlândia        | Portugal         | Áustria          | Suécia           | Espanha          | Suíça            | Mónaco           | Itália           | França           | Países Baixos    | República da Irlanda | Reino Unido      |
| Alemanha        | 0                | 0                | 5                | 0                | 3                                             | 1                | 0                | 0                | 0                | 0                | 0                | 0                | 0                | 0                | 0                | 0                | 0                    | 0                |
| Dinamarca       | 0                | 0                | 5                | 0                | 3                                             | 1                | 3                | 1                | 0                | 5                | 0                | 0                | 0                | 0                | 0                | 0                | 0                    | 0                |
| Bélgica         | 1                | 0                | 5                | 0                | 3                                             | 1                | 3                | 1                | 5                | 5                | 0                | 0                | 0                | 0                | 0                | 0                | 3                    | 0                |
| Luxemburgo      | 1                | 0                | 5                | 0                | 3                                             | 1                | 3                | 1                | 10               | 5                | 0                | 1                | 0                | 0                | 0                | 0                | 3                    | 3                |
| Iugoslávia      | 1                | 0                | 5                | 0                | 3                                             | 1                | 3                | 1                | 15               | 5                | 1                | 1                | 0                | 0                | 0                | 0                | 6                    | 3                |
| Noruega         | 1                | 1                | 5                | 0                | 3                                             | 1                | 6                | 1                | 15               | 10               | 1                | 1                | 0                | 0                | 0                | 0                | 6                    | 3                |
| Finlândia       | 1                | 4                | 5                | 0                | 4                                             | 1                | 6                | 1                | 15               | 15               | 1                | 1                | 0                | 0                | 0                | 0                | 6                    | 3                |
| Portugal        | 1                | 4                | 8                | 0                | 4                                             | 1                | 6                | 1                | 16               | 15               | 6                | 1                | 0                | 0                | 0                | 0                | 6                    | 3                |
| Áustria         | 1                | 4                | 8                | 1                | 4                                             | 4                | 6                | 1                | 16               | 15               | 6                | 6                | 0                | 0                | 0                | 0                | 6                    | 3                |
| Suécia          | 1                | 4                | 9                | 6                | 4                                             | 7                | 6                | 1                | 16               | 15               | 6                | 6                | 0                | 0                | 0                | 0                | 6                    | 3                |
| Estado espanhol | 1                | 4                | 9                | 6                | 4                                             | 10               | 6                | 6                | 17               | 15               | 6                | 6                | 0                | 0                | 0                | 0                | 6                    | 3                |
| Suíça           | 6                | 4                | 9                | 6                | 4                                             | 10               | 6                | 6                | 20               | 16               | 6                | 6                | 0                | 0                | 0                | 0                | 6                    | 3                |
| Mónaco          | 6                | 4                | 9                | 6                | 4                                             | 10               | 6                | 6                | 25               | 16               | 6                | 9                | 0                | 0                | 1                | 0                | 6                    | 3                |
| Itália          | 7                | 4                | 9                | 6                | 4                                             | 15               | 6                | 6                | 28               | 16               | 6                | 9                | 0                | 0                | 1                | 0                | 6                    | 3                |
| França          | 7                | 4                | 9                | 7                | 4                                             | 15               | 6                | 6                | 31               | 16               | 6                | 9                | 0                | 0                | 1                | 0                | 11                   | 3                |
| Países Baixos   | 7                | 4                | 14               | 7                | 4                                             | 15               | 7                | 6                | 31               | 16               | 6                | 9                | 0                | 0                | 1                | 0                | 14                   | 3                |
| Irlanda         | 7                | 4                | 14               | 7                | 4                                             | 15               | 7                | 6                | 31               | 16               | 6                | 12               | 0                | 0                | 1                | 1                | 14                   | 8                |
| Reino Unido     | 7                | 4                | 14               | 7                | 9                                             | 15               | 7                | 6                | 31               | 16               | 9                | 12               | 0                | 0                | 1                | 2                | 14                   | 8                |
| Total           | 7                | 4                | 14               | 7                | 9                                             | 15               | 7                | 6                | 31               | 16               | 9                | 12               | 0                | 0                | 1                | 2                | 14                   | 8                |
| Lugar           | 10º              | 14º              | 4º               | 10º              | 7º                                            | 3º               | 10º              | 13º              | 1º               | 2º               | 7º               | 6º               | 17º              | 17º              | 16º              | 15º              | 4º                   | 9º               |
| Países Votantes | Alemanha         | Dinamarca        | Bélgica          | Luxemburgo       | República Socialista Federativa da Iugoslávia | Noruega          | Finlândia        | Portugal         | Áustria          | Suécia           | Espanha          | Suíça            | Mónaco           | Itália           | França           | Países Baixos    | República da Irlanda | Reino Unido      |
| Países Votantes | Países Pontuados |                  |                  |                  |                                               |                  |                  |                  |                  |                  |                  |                  |                  |                  |                  |                  |                      |                  |

#### 5 pontos
Os países que receberam 5 pontos foram os seguintes:
| # | Países Pontuados | Países Votantes                         |
| - | ---------------- | --------------------------------------- |
| 4 | Áustria          | Bélgica, Jugoslávia, Luxemburgo, Mónaco |
| 3 | Suécia           | Dinamarca, Finlândia, Noruega           |
| 2 | Bélgica          | Alemanha, Países Baixos                 |
| 1 | Alemanha         | Suíça                                   |
| 1 | Espanha          | Portugal                                |
| 1 | Irlanda          | França                                  |
| 1 | Iugoslávia       | Reino Unido                             |
| 1 | Luxemburgo       | Suécia                                  |
| 1 | Noruega          | Itália                                  |
| 1 | Portugal         | Espanha                                 |
| 1 | Reino Unido      | Irlanda                                 |
| 1 | Suíça            | Áustria                                 |

### Maestros
| País              | Maestro                                  |
| ----------------- | ---------------------------------------- |
| Alemanha          | Willy Berking                            |
| Dinamarca         | Arne Lamberth                            |
| Bélgica           | Jean Roderes                             |
| Luxemburgo        | Jean Roderes                             |
| Iugoslávia        | Mojmir Sepe                              |
| Noruega           | Øivind Bergh                             |
| Finlândia         | Ossi Runne                               |
| Portugal          | Jorge Costa Pinto                        |
| Áustria           | Hans Hammerschmid                        |
| Suécia            | Gert Ove Andersson                       |
| Estado espanhol   | Rafael Ibarbia                           |
| Suíça             | Jean Roderes                             |
| Mónaco            | Alain Goraguer                           |
| Itália            | Angelo Giacomazzi (apenas tocou o piano) |
| França            | Franck Pourcel                           |
| Países Baixos     | Dolf van der Linden                      |
| Irlanda           | Noel Kelehan                             |
| Reino Unido       | Harry Rabinowitz                         |
| Maestro anfitrião | Jean Roderes                             |

## Artistas Repetentes
Em 1966, os repetentes foram:
| País (1966) | Foto     | Artista          | Ano Anterior | País Representado             | Canção                               | Tradução             | Pontuação | Classificação |
| ----------- | -------- | ---------------- | ------------ | ----------------------------- | ------------------------------------ | -------------------- | --------- | ------------- |
| Itália      |          | Domenico Modugno | ESC 1958     | Itália                        | "Nel blu dipinto di blu"             | Azul pintado em Azul | 13        | 3º            |
| Itália      | ESC 1959 | Domenico Modugno | Itália       | "Piove (Ciao, ciao bambina)"  | Está a chover (Adeus, adeus menina)  | 9                    | 6º        |               |
| Áustria     |          | Udo Jürgens      | ESC 1964     | Áustria                       | "Warum nur, warum?"                  | Só, porquê, porquê?  | 11        | 6º            |
| Áustria     | ESC 1965 | Udo Jürgens      | Áustria      | "Sag ihr, ich laß sie grüßen" | Diz-lhe que lhe envio os meus afetos | 16                   | 4º        |               |

## Transmissão
Os canais de televisão responsáveis pela difussão do concurso quer via televisão, quer via rádio foram as seguintes cadeias televisivas:
| - NDR - DFF - ORF - VRT - ČST | - DR - TVE - YLE - RTBF - NTS | - MTV - RAI - RTÉ - JRT - RTL | - SNRT - TMC - NRK - TVP - RTP | - BBC - TVR - SR - SRG SSR - CT USSR |